# دون روبنسون
دون روبنسون هو سياسي كندي، ولد في 1919 بكالغاري في كندا، وتوفي في 9 يناير 1997. حزبياً، نشط في British Columbia Social Credit Party ‏.